# Ditrichum macounii
Ditrichum macounii là một loài rêu trong họ Ditrichaceae. Loài này được Müll. Hal. & Kindb. Kindb. mô tả khoa học đầu tiên năm 1897.